# Långedragsvagn
Långedragsvagn är en typ av spårvagn som trafikerade Långedragslinjen, linje 9, i Göteborg.

## Långedragslinjen
Långedragslinjen gick från Järntorget till Saltholmen och gör så fortfarande, men då den byggdes 1907 och fram till 1970-talet var den konstitutionerad som järnväg (Saltholmens Järnväg, bansignatur saknades) på sträckan Stadsgränsen (ungefär vid nuvarande Kungssten) till Saltholmen. Den har dock aldrig trafikerats annat än med elektriska spårvagnar.

## Vagntyper
Långedragsvagnarna är eller var av tre typer:

### Snobblådan
- M3 eller "snobblådan" (Asea 1908) var en spårvagn med något så ovanligt som enaxliga boggier. Vagntypen var inte särskilt lyckad och såldes till Gävle 1929-1930.[1] Den fanns i tre exemplar med nummer 201-203. Ingen har bevarats.

### Den stora Långedragsvagnen

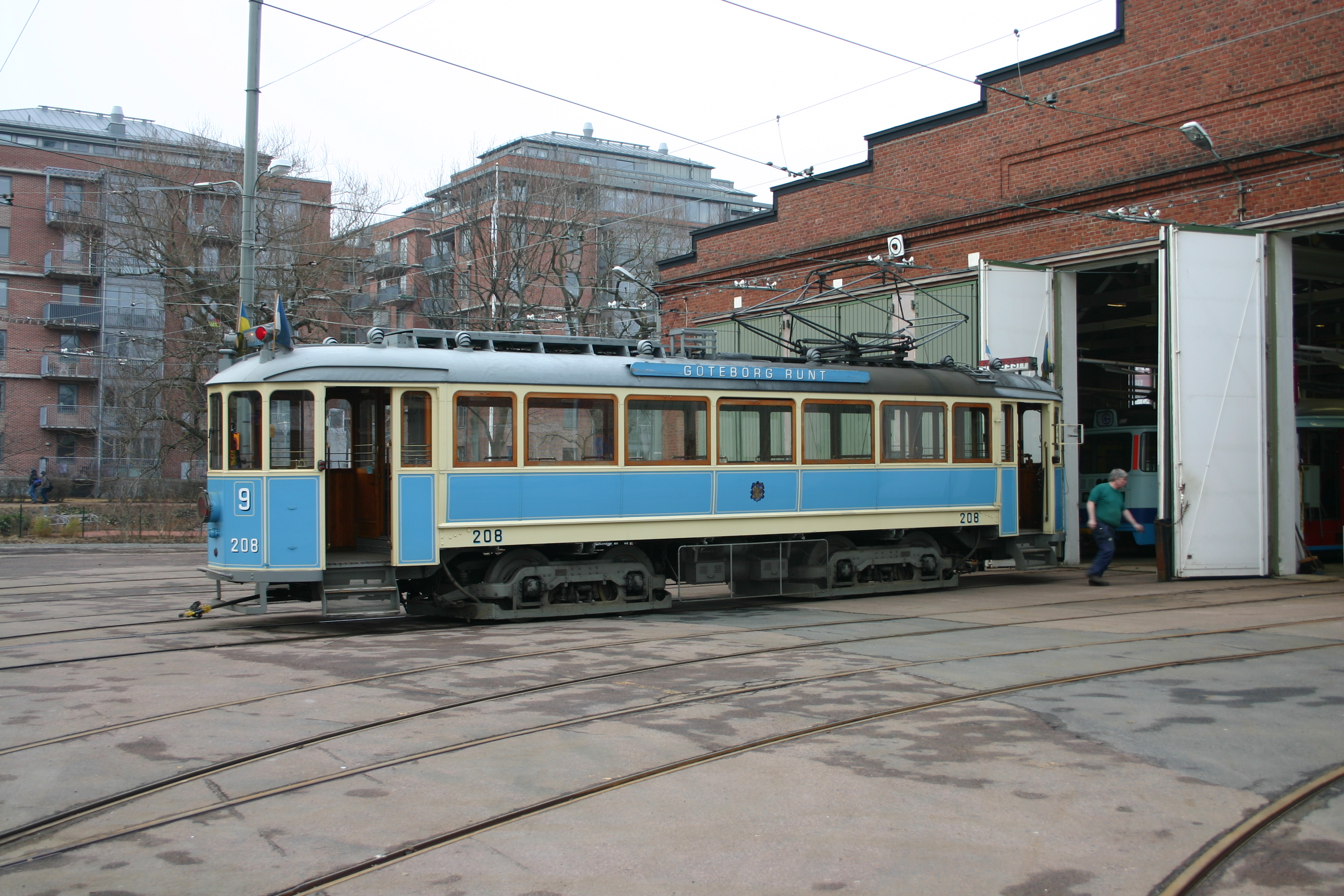
Stor Långedragsvagn, Mb01 208 Ringlinien, Göteborg.

- MB01 / M21 / M7, "Stor Långedragsvagn" Asea 1922 och 1928, var en boggivagn som var betydligt större än den vanliga vagnparken och som under hela sin aktiva trafiktid trafikerade Långedragslinjen. Vagnen byggdes i två serier och fanns i sex exemplar, varav 208 är renoverad till originalskick av Ringlinien och ofta ses på spårvägsnätet. Denna vagntyp kunde släpa med sig två zeppelinsläp (inte heller någon sådan finns bevarad) eller senare en eller två limpsläpvagnar.

### Den korttjocke

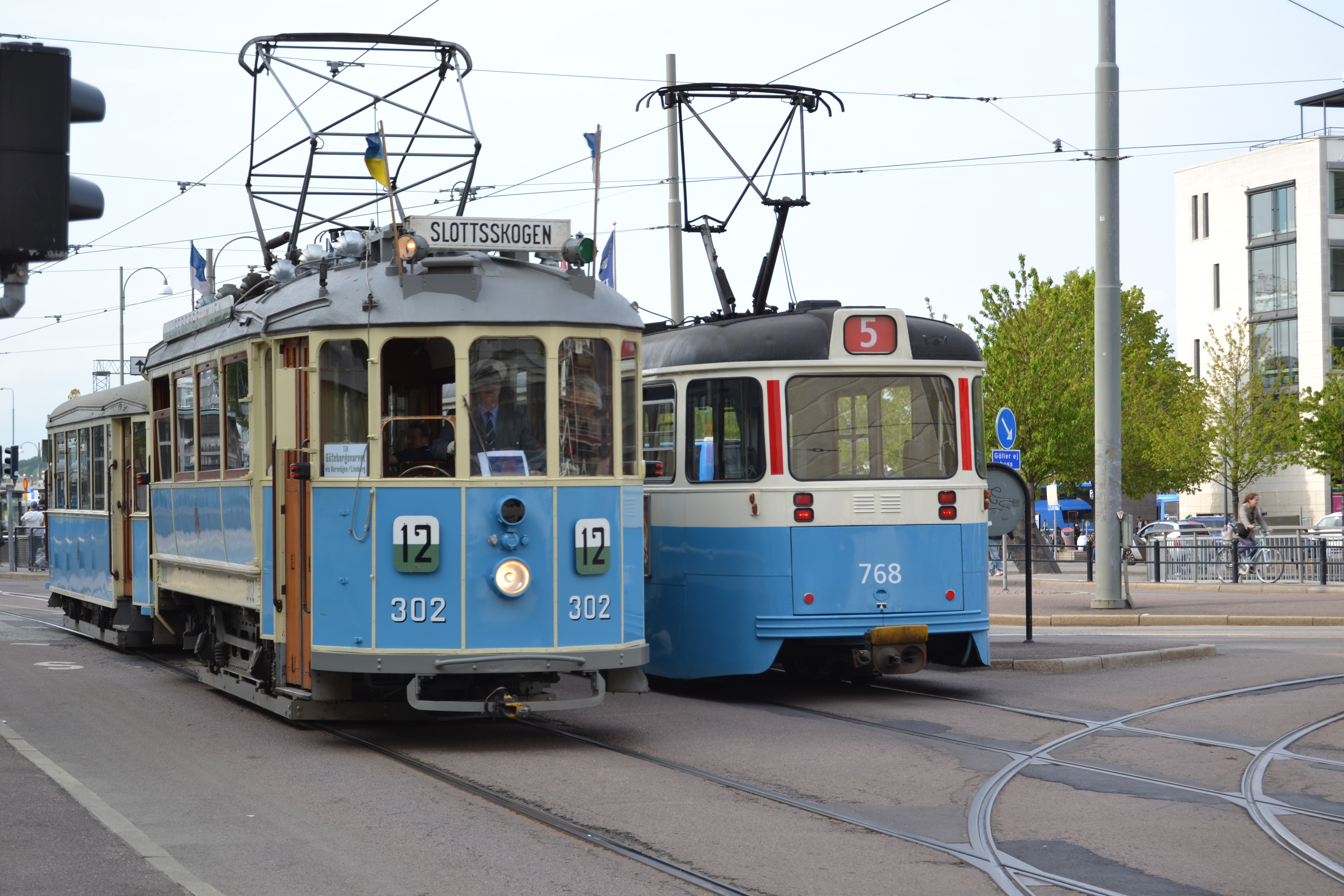
"Korttjock" Långedragsvagn M8 302 med limpsläp, Ringlinien, Göteborg.

- M8, "Kort-tjock långedragsvagn", var något kortare än den stora, men lika bred, och gick först på Långedragslinjen och sist som extravagnar. Denna vagn är tvåaxlig med 3200 mm mellan axelcentrum. Byggdes i fyra exemplar av Asea 1923. Ett exemplar, nummer 302, finns bevarat av Ringlinien, och man har en omfattande renovering av hjul, motorer och hjulupphängning eller en komplett "truckrevision". Vagnen fick ny takbeläggning 2005.

### Bredare vagnkorg
Långedragsvagnarna var bredare (Mb01 och M8 är 2650 mm breda) och betydligt tyngre än övriga spårvagnar och kom från början inte längre än till Järntorget, där Långedragslinjen hade en vändslinga. Så småningom, när övriga spår flyttats isär och en del fysiska hinder eliminerats, kunde även dessa vagnar komma in på det övriga stadsnätet. Eftersom vagnarna var tyngre och trafikerade en järnväg var de utrustade med en effektiv tryckluftsbroms, vilket samtida spårvagnar vanligtvis inte hade. Långedragsvagnarna var också utrustade med en tryckluftsdriven vissla, som endast fick användas utanför stadsgränsen, inom denna var det den vanliga utsignalsklockan man signalerade med. Långedragslinjen hade då och delvis nu linjenummer 9, detta nummer var/är påmålat direkt på vagnarna. Detta ställer till förvirring för turister i stan som går på en Långedragsvagn på Lisebergslinjen i tron att denna går till Saltholmen. Magenteskyltar med "12" har tidigare använts, men dessa förstör lacken på vagnarna.

### Idag
Idag använder Göteborgs spårväg alla sina vagntyper på Långedragslinjen. I den moderna vagnparken finns det följaktligen inte längre några speciella långedragsvagnar.

## Vagnhall
Saltholmens vagnhall huserade en gång långedragsvagnarna. När dessa sedan flyttats till vagnhallen Majorna ställdes en del av de museala spårvagnarna där. Sedermera byggdes vändslingan om och denna vagnhall förlorade sin spåranslutning. Vagnhallen finns kvar (2007) den används som garage av boende i södra skärgården. Dess öde är idag ovisst, då man vill bygga fler parkeringsplatser på Saltholmen.